# エゴマの葉論争
エゴマの葉論争（エゴマのはろんそう）は、エゴマの葉を剥がせない友人のことを、自分の恋人が手助けすることを許容できるか、という韓国で流行した論争である。

## 概要

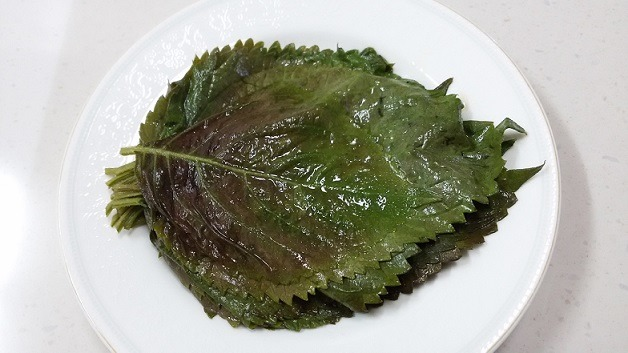
エゴマの葉のチャンアチ（醤油漬け）。重ね合わせた状態で漬けこまれ、供される

2021年11月放送の番組『누구세탁소（ヌグセタクソ）』の中で提起されたことが論争の始まりだとされている。内容としては、「自分」「友人」「自分の恋人」でご飯を食べるときに、恋人の向かい側に座った友人がエゴマの葉の醤油漬けを食べようとしているのに、なかなかエゴマの葉を剥がせずに苦労していた場合、自分の恋人が箸でエゴマの葉を剥がすことを手伝うことを許容できるか、というものである。エゴマの葉は複数枚で重ねられているため、くっつきやすく、複数人で食べるときには剥がすために共同作業が必要になる料理とされている。この論争においては、「自分」「恋人」と「恋人の恋愛対象となる性別である、自分の友人」という関係性に焦点が当てられているため、性別・性的指向は問題の焦点ではない。番組内でも、恋人の行為を許容する意見や拒絶する意見などが出て、SNS上で話題となった。

## 意見・反応

### 『누구세탁소』内の反応
2021年11月放送の番組『누구세탁소（ヌグセタクソ）』の中では、「使用済みの箸同士が接触することが嫌だ」「友人が勝手に剥がすべきで、自分の恋人は友人を手伝うべきではない。もしも本当に剥がれないとすれば、恋人ではなく、自分が手伝うべきだ」などの恋人の行為に否定的な意見が出た一方で、「全然気にならない」「恋人が（友人に）配慮できる人だと嬉しくなる」など、恋人の行為に肯定的な意見も出た。

### 著名人の反応
女優のハン・ガインは、恋人の行為に関して許せないとする旨の発言をした。
JUST B内では、メンバーのLIM JIMIN・GEONU・Bain・JMは恋人の行為に嫉妬するとして総じて90%以上の数値を上げた一方で、メンバーのDYは嫉妬に意味がないとして30%、メンバーのSANGWOOは嫉妬について深く考察したことがないとして60%と答えている。
バラエティ番組『EXOのあみだで世界旅行～南海編～』では、EXOのメンバーでエゴマの葉論争に関しての議論が起こり、カイは「恋人の行為に関して問題視しない」旨の発言をした一方で、ディオは「エゴマの葉がおかずに出てきた瞬間に一枚一枚切り離す」という旨の発言を行った。
2PMのジュノは、恋人の行為に関して、友人のエゴマの葉を剥がしてあげる必要はないとして理解できないという旨の反応をしている。
少女時代のテヨンとSHINeeのキーは、恋人の行為を問題視しない旨の発言を行った。
防弾少年団（BTS）の公式YouTubeチャンネル「BANGTAN TV」内の動画『BTS MBTI Lab 2』では、BTSのメンバーがエゴマの葉論争についての議論を行った。動画内で、JUNG KOOKは「恋人の行為を許容しない」旨の発言をした一方で、SUGAとJIMINは「恋人の行為に関してあまり気にしない」旨の発言を、Vは「一回軽く揉めるくらいで終わると思う」という旨の発言を、J-HOPEは「自分と恋人との間の信頼関係が構築されていれば問題ない」という旨の発言をした。
バラエティ番組『ホカンスではなくスカンス』でエゴマの葉論争が話題になったとき、イェ・ジウォンは恋人の行為を問題視しない旨の発言をした一方で、ソ・イヒョンは食事中に気を使うことも、エゴマの葉を剥がせないのをみているのも嫌であるという旨の発言をした。また、キム・ジョンミンは恋人段階なら嫌かもしれないが、結婚後なら大丈夫かもしれないという旨の発言をした。

### 日本での言及
ライターの東山サリーは、エゴマの葉論争に関する著名人の見解に関して言及した上で、エゴマの葉を抑えることについて問題視しているのはアイドルの中では少数派であり、SNS上や筆者の周囲では友人にまで気を遣う恋人はマナーのある人物だという意見が大人の女性では多い一方で、若い女性では嫉妬をする人が多く、男性は年代に関わらず気にしないという意見が多かったと話している。

## 影響
2022年3月、ウェブバラエティ『アイドル人間劇場』では、グループ「TREASURE」に関しての映像が『エゴマの葉論争からダンスバトルまで、一日中ぶつかり合う「TREASURE」』というタイトルで発表され、公開後3日間で再生回数100万回を突破した。
2022年7月15日から韓国で放送開始されるバラエティ番組『出しゃばらないで、心臓よ』では、異性の友人間での純粋な恋愛についての論争をテーマにするとしており、その論争の一例としてエゴマの葉論争を挙げている。

### 類似論争
- エビ論争 - 自分の恋人が自分の友人のためにエビを剥くことと、自分の友人が自分の恋人のためにエビを剥くことのどちらが許せるかという論争[8]。
- ヨプトッチーズ論争 - 友人・彼氏とともに出かけた際に、彼氏がチーズを巻いていたことを許せるか否かという論争[12]。